# Stepnaia
Stepnaia - Степная (rus) - és una stanitsa del krai de Krasnodar, a Rússia. Es troba a la vora del riu Kirpili. És a 39 km al sud-est de Primorsko-Akhtarsk i a 91 km al nord-oest de Krasnodar.
Pertanyen a aquesta stanitsa els khútors de Batoga, Nóvie Limanokirpili, Krasni i Stàrie Limanokirpili.

## Khútors

### Batoga
És a 32 km al sud-est de Primorsko-Akhtarsk i a 96 km al nord-oest de Krasnodar. Pertany a l'stanitsa de Stepnaia.

### Nóvie Limanokirpili
Nóvie Limanokirpili - Новые Лиманокирпили (rus) - és un khútor del krai de Krasnodar, a Rússia. Es troba al conjunt de llacs que formen la desembocadura del riu Kirpili. És a 26 km al sud-est de Primorsko-Akhtarsk i a 102 km al nord-oest de Krasnodar. Pertany a l'stanitsa de Stepnaia.

### Krasni
Krasni - Красный (rus) - és un khútor del krai de Krasnodar, a Rússia. Es troba al conjunt de llacs que formen la desembocadura del riu Kirpili. És a 32 km al sud-est de Primorsko-Akhtarsk i a 101 km al nord-oest de Krasnodar. Pertany a l'stanitsa de Stepnaia.

### Stàrie Limanokirpili
Stàrie Limanokirpili - Старые Лиманокирпили (rus) - és un khútor del krai de Krasnodar, a Rússia. Es troba al conjunt de llacs que formen la desembocadura del riu Kirpili. És a 32 km al sud-est de Primorsko-Akhtarsk i a 98 km al nord-oest de Krasnodar. Pertany a l'stanitsa de Stepnaia.